# Klaus Weinhauer
Klaus Weinhauer (* 1. März 1958 in Minden) ist ein deutscher Historiker.

## Leben
Klaus Weinhauer studierte Geschichte, Biologie und Erziehungswissenschaften an den Universitäten Bielefeld und Hamburg. Das erste Staatsexamen für das Lehramt an Gymnasien absolvierte er 1984 an der Universität Hamburg. Als Stipendiat der Friedrich-Ebert-Stiftung wurde er dort 1992 mit einer Studie über „Alltag und Arbeitskampf im Hamburger Hafen. Sozialgeschichte der Hamburger Hafenarbeiter 1914–1933“ promoviert. Weinhauer arbeitete zunächst im Museums- und Medienbereich und wurde 2003, gefördert von der DFG, in Hamburg mit der Arbeit „Schutzpolizei in der Bundesrepublik. Zwischen Bürgerkrieg und Innerer Sicherheit. Die turbulenten sechziger Jahre“ habilitiert. Nach Vertretungsprofessuren in Bielefeld, Lüneburg, Berlin und München wurde er an der Universität Bielefeld 2011 zum außerplanmäßigen Professor (2014: Professor) ernannt.
Seine Forschungsschwerpunkte sind international vergleichende und transnationale Geschichte des 19. und 20. Jahrhunderts, vor allem: Staatlichkeit im Wandel, Urbane Gewalt, (Innere) Sicherheit, Polizei, Terrorismus, Jugenddelinquenz/-gewalt und Arbeit, soziale Bewegungen sowie Streik und Protest.
Weinhauer erhielt zahlreiche Fellowships u. a. am Zentrum für interdisziplinäre Forschung (ZiF) in Bielefeld (Forschungsgruppe Kontrolle der Gewalt, 2007/08), am Modern European History Research Centre (MEHRC), Oxford University (2009), am Netherlands Institute for Advanced Study (NIAS), Wassenaar (2010/11) sowie am re:work Kolleg: Arbeit und Lebenslauf in globalgeschichtlicher Perspektive, Humboldt-Universität zu Berlin (2013/14). Die Exzellenzinitiative Nordrhein-Westfalen „Geisteswissenschaften gestalten Zukunftsperspektiven“ förderte 2005/06 ein Gemeinschaftsprojekt mit drei Bielefelder Kollegen zum Thema „Auf dem Weg in eine friedfertige Gesellschaft: der Ausstieg aus dem Terrorismus und seine Bedingungen. Russland, Bundesrepublik Deutschland, Frankreich, Nordirland im Vergleich (1860-2000)“. An der Universität Bielefeld erhielt er Drittmittel-Förderungen u. a. von der DFG (bis 2010) für ein Projekt zum Drogenkonsum in West-Berlin und London in den 1960/70er Jahren, im Rahmen eines BMBF-Projekts (2013–16) „Die Amerikas als Verflechtungsraum“ (Leitung der Projektlinie: „Geopolitische Imaginarien“) sowie im Sonderforschungsbereich 1288 „Praktiken des Vergleichens“, Teilprojekt A 03: „Von lokalen Konflikten zu globalen Veränderungen“ (2017–2021). Im Exzellenzcluster der Universität Konstanz „Kulturelle Grundlagen von Integration“ erhielt er 2013 ein Stellenangebot als Leiter der Nachwuchs-Forschungsgruppe „Szenarien der Gewaltbeendigung. Urbane Gewaltkulturen in europäischen Städten“.
Weinhauer ist seit 2021 Direktor der Bielefeld Graduate School in History and Sociology (BGHS), Mitglied im Advisory Board der Zeitschrift Crime, History and Societies sowie im Editorial Board der Emerald Advances in Historical Criminology.

## Schriften (Auswahl)
Monographien
- Alltag und Arbeitskampf im Hamburger Hafen. Sozialgeschichte der Hamburger Hafenarbeiter 1914–1933 (= Sammlung Schöningh zur Geschichte und Gegenwart). Schöningh, Paderborn/München/Wien/Zürich 1994, ISBN 3-506-77489-1 (zugleich: phil. Dissertation, Universität Hamburg, 1990/1991).
- Schutzpolizei in der Bundesrepublik. Zwischen Bürgerkrieg und innerer Sicherheit. Die turbulenten sechziger Jahre (= Sammlung Schöningh zur Geschichte und Gegenwart). Schöningh, Paderborn 2003, ISBN 3-506-77489-1 (zugleich Habilitationsschrift, Universität Hamburg, 2001/2002).

Herausgeberschaften
- mit Sam Davies u. a.: Dock Workers. International Explorations in Comparative Labour History, 1790–1970, 2 Bände, Ashgate, Aldershot u. a. 2000, ISBN 0-7546-0264-8.
- mit Gerhard Fürmetz und Herbert Reinke: Nachkriegszeit. Sicherheit und Ordnung in Ost- und Westdeutschland 1945–1969, Dölling und Galitz, Hamburg 2001, ISBN 3-935549-69-5.
- mit Jörg Requate und Heinz-Gerhard Haupt: Terrorismus in der Bundesrepublik. Medien, Staat und Subkulturen in den 1970er Jahren (= Campus historische Studien. Band 42). Campus-Verlag, Frankfurt/New York 2006, ISBN 3-593-38037-4.
- mit Detlef Briesen: Jugend, Delinquenz und gesellschaftlicher Wandel. Bundesrepublik Deutschland und USA nach dem Zweiten Weltkrieg. Klartext, Essen 2007, ISBN 3-89861-637-1.
- mit Jörg Requate: Gewalt ohne Ausweg? Terrorismus als Kommunikationsprozess in Europa seit dem 19. Jahrhundert. Campus-Verlag, Frankfurt/New York 2012, ISBN 3-593-39770-6.
- mit Dagmar Ellerbrock, Themenheft: Stadt, Raum und Gewalt seit dem 19. Jahrhundert (= Informationen zur modernen Stadtgeschichte. Band 2/2013).
- mit Sylvia Schraut, Themenheft: Terrorism, Gender and History (= Historical Social Research. Band 3/2014).
- mit Kirsten Heinsohn und Anthony McElligott: Germany 1916–1923. A Revolution in Context (= Histoire. Band 60). Transcript, Bielefeld 2015, ISBN 3-8376-2734-9.
- mit Stefan Berger: Rethinking Revolutions from 1905 to 1934. Democracy, Social Justice and National Liberation around the World, Palgrave Macmillan, Cham 2023, ISBN 978-83-03-10446-5.